# Paracanace hoguei
Paracanace hoguei är en tvåvingeart som beskrevs av Wayne N. Mathis och Wirth 1978. Paracanace hoguei ingår i släktet Paracanace och familjen Canacidae. Inga underarter finns listade i Catalogue of Life.